# Robert Lohmeyer
Robert Lohmeyer (* 20. Oktober 1879 in Leipzig; † 3. März 1959 in Gütersloh) war ein deutscher Fotochemiker und Pionier der Kolonial- und Farbfotografie.

## Leben

Marktstand in Agome-Palime. Lohmeyer hielt sich im Januar 1908 dort auf, möglicherweise wurde die Fotografie von ihm angefertigt.

Partie mit dem Großen Kamerunberge im Hintergrund. Möglicherweise wurde die Fotografie von Lohmeyer angefertigt.

Robert Lohmeyer wurde 1879 in Leipzig als Sohn des nationalistischen Schriftstellers Julius Lohmeyer (1835–1903) und der Lehrerin Elfriede Hesse (1851–1920) geboren. Er wuchs in bildungsbürgerlichen Verhältnissen auf.

### Studium und Berufsanfang

Zug der Lüderitzbahn in den Wanderdünen. Möglicherweise wurde die Fotografie von Lohmeyer angefertigt.

Nach dem Abitur, das er an der Berliner Oberrealschule Schlossstraße ablegte, studierte Lohmeyer Chemie zunächst an der Ludwig-Maximilians-Universität zu München (1901/1902) und wechselte dann zum Sommersemester 1902 an die Königlich Technische Hochschule in Berlin-Charlottenburg. Seine Hochschullehrer dort waren Adolf Miethe und Otto Nikolaus Witt. Er promovierte am 1. Mai 1907 mit der Abhandlung „Untersuchungen über die Gradation von Bromsilber-Gelatine-Trockenplatten unter dem Einfluss von Lichtstrahlen verschiedener Wellenlänge“ an der Universität Marburg zum Dr. phil. Bereits kurz vor seinem Abschluss wandte er sich an den Geographen und Kolonialpolitiker Hans Meyer und bekundete sein Interesse, für das Kolonialamt arbeiten zu wollen. Etwa gleichzeitig hatte der kolonialistische Publizist und Offizier Kurd Schwabe Pläne für ein farbfotografisches Werk über die Kolonien zu propagandistischen Zwecken entwickelt.

### Kolonialfotografie
Im Berliner Internationalen Weltverlag fand Schwabe einen Verlag für das Projekt. Er engagierte Schwabe als Herausgeber und Lohmeyer neben Eduard Kiewning und Bruno Marquardt als Fotografen, um in den deutschen Kolonien nach dem System Adolf Miethes Farbaufnahmen aufzunehmen.
Im Dezember 1907 reiste Lohmeyer von Hamburg nach Lome in Togo, Anfang Januar 1908 war er in Missahoe und reiste kurz darauf nach Kamerun, wo er bis Anfang April blieb. In Yaoundé fotografierte er „das Volk der Wüste“, die er als „besonders malerisch“ empfand. Die Rückreise führte ihn noch einmal nach Togo, das er am 28. April 1908 endgültig verließ.
Am 17. Februar 1909 trat er seine zweite Reise nach Afrika an. Diese war kurz nach dem Völkermord an den Herero und Nama (1904–1908). Von Hamburg reiste er nach Swakopmund, weitere Stationen in Namibia waren Tsumeb, der Ojtikotosee und die Diamantmine in Lüderitz, bevor er weiterreiste nach Kapstadt, Sansibar und Dar es Salaam, wo von 1905 bis 1907 der Maji-Maji-Aufstand brutal niedergeschlagen worden war. Anfang Oktober war er bereits wieder in Berlin und nahm dort am Deutschen Kolonialkongress teil.
Lohmeyers Fotografien wurden erstmals 1909/1910 in dem Werk „Die Deutschen Kolonien“ veröffentlicht, das nach der Pleite des Internationalen Weltverlags 1908 durch die neu gegründete „Verlagsanstalt für Farbenphotographie Weller & Hüttich“ in Berlin produziert worden war. Neben den Fotos von Lohmeyer enthielt es auch die Bilder von Kiewning (der im Sommer 1907 Deutsch-Südwestafrika bereist hatte) und von Marquardt, der 1908unter anderem in den pazifischen Kolonien des Deutschen Kaiserreichs und Kiautschou unterwegs war. Da die Bilder im Buch nicht benannt waren, die Originale verlorengingen und sich die Routen der Fotografen nicht klar feststellen lassen, kann nicht mehr eindeutig festgestellt werden, welche der Bilder von Lohmeyer stammen.

### Fotoagentur
Lohmeyer heiratete 1911 Alwine Peter, Tochter des Göttinger Botanikers Gustav Albert Peter (1853–1937). Das Paar hatte die Söhne Kurt (1914–ca. 1943) und Wolfgang (1919–2011).
Weitere Reisen unternahm Lohmeyer nicht, konnte aber seine Bildbestände sowie seine theoretischen und praktischen Kenntnisse in den folgenden Jahrzehnten sehr erfolgreich kapitalisieren. 1911 wurde Lohmeyer Geschäftsführer der Fotoagentur „Photocentrale“, teils finanziert vom Kolonialkriegerdank, einem Verein ehemaliger Kolonialsoldaten. Über die Agentur verkaufte er seine Bilder an die Presse, aber auch an Museen (z. B. das Ethnografische Museum in Berlin). Als Postkartenserie der „Kolonialkrieger-Spende“ erschienen im Ersten Weltkrieg einige der Farbfotografien aus dem Buch. Nach dem Ersten Weltkrieg und dem Verlust der Kolonien distanzierte er sich vom Kolonialkriegerdank-Verein und nannte die Agentur um in „WIRA: Institut für wissenschaftliche Reisen und Amateurphotographien“.
Für 1912 ist ein erster Lehrgang über „Tropenphotographie“ von ihm in Hamburg überliefert. 1913 veröffentlichte er auf Basis seiner Erfahrungen das Lehrbuch „Tropenphotographie“, das ihn zu einer führenden Autorität auf dem Feld machte und zugleich das Genre beförderte. Zu dieser Zeit begann die Photocentrale auch mit dem Verkauf von Fotoausrüstungen an Kolonialreisende. Nach dem Krieg wurden Neuauflagen von „Die Deutschen Kolonien“ zwischen 1924 und 1926 herausgegeben. Auch während der NS-Zeit wurden Lohmeyers Fotos weiter veröffentlicht. 1937 erschien „Das deutsche Afrika und seine Zukunft“ von Paul Leutwein und 1941 „Unsere schönen alten Kolonien“ von Hans Ernst Pfeiffer mit an die nationalsozialistische Ideologie angepassten Texten.
Später richtete er die Agentur zusätzlich auf eine Zusammenarbeit mit der Polizei aus, die er ebenfalls mit Fotomaterialien belieferte. 1944 wurde er in Berlin ausgebombt, zog erst nach Mainz und siedelte dann nach Gütersloh um, wo er seine Firma weiter betrieb. Er starb 1959.

## Schriften
- Untersuchungen über die Gradation von Bromsilber-Gelatine-Trockenplatten unter dem Einfluss von Lichtstrahlen verschiedener Wellenlänge, Diss. Marburg 1907
- Die Ruinen von Kilwa-Kissiwani, in: Süsserotts Illustrierter Kolonial-Kalender 1911, W. Süsserott, Berlin 1911, S. 65–71
- Tropenphotographie (Deutsche Tropen-Bibliothek, Bd. 9), Thaden, Hamburg 1913

### Publikationen mit Fotografien Robert Lohmeyers
- Kurd Schwabe (Hrsg.): Die Deutschen Kolonien. 2 Bde., Verlagsanstalt für Farbenphotographie Weller & Hüttich, Berlin
  - Bd. 1: Togo, Kamerun, Deutsch-Südwestafrika, 1909 (Digitalisat).
  - Bd. 2: Deutsch-Ostafrika, Kaiser-Wilhelmsland und die Inselwelt im Stillen Ozean, Samoa, Kiautschou, 1910 (Digitalisat).
- Willy Scheel: Deutschlands Kolonien in achtzig farbenphotographischen Aufnahmen. Verlagsanstalt für Farbenphotographie Weller & Hüttich. Berlin 1912 (3 Auflagen).
- Deutsche Kolonialgesellschaft (Hrsg.): Farbenphotographien aus den Deutschen Kolonien. 48 farbenphotographische Aufnahmen nach der Natur. Im Anschluss an das Werk von W. Scheel „Deutschlands Kolonien“. Verlagsanstalt für Farbenphotographie Weller & Hüttich. Berlin [1912/13]
- Afrika-Dienst. Handbuch für Passagiere: Ausgabe 1914 (Woermann-Linie AG, Hamburg-Amerika Linie, Hamburg-Bremer Afrika-Linie AG), Hartung & Co., Hamburg 1914
- Handbuch 1914: Deutsche Ost-Afrika-Linie Hamburg, Hamburg 1914
- Kurd Schwabe / Paul Leutwein (Hrsg.): Die Deutschen Kolonien: Jubiläumsausgabe zur vierzigjährigen Wiederkehr des Beginns der deutschen Kolonialgeschichte. Vollst. neubearb., Verlagsanstalt für Farbenphotographie Carl Weller. Berlin 1924/1925.
- Kurd Schwabe / Paul Leutwein (Hrsg.): Die Deutschen Kolonien. Verlagsanstalt für Farbenphotographie Carl Weller. Berlin 1925/6 (ND Köln: Komet Verlag 2009).
- Hans-Ernst Pfeiffer (Hrsg.): „Unsere schönen alten Kolonien“. Mit e. Vorw. v. Ernst Wilhelm Bohle. Mit 189 farbenphotogr. Abb. nach Naturaufn. v. R. Lohmeyer, Br. Marquardt. Ed. Kiewning und Helmut Blenck sowie 20 einfarb. Textabb. u. Karten v. d. Bildstelle d. Reichskolonialbundes. C.A. Weller. Berlin 1941

## Filmdokumentation
- Michael Mueller, Die Erfindung des Rassismus in Farbe. Drehbuch: Michael Mueller und Jens Jäger, WDR. 2022. Eintrag auf der Homepage der Internet Movie Database: Link. Abgerufen am 7. September 2023.